# Las dos carátulas
Las dos carátulas es un programa que se transmite por LRA Radio Nacional de Argentina (llamada hasta 1957
Radio del Estado) en forma ininterrumpida desde el 9 de julio de 1950, lo que lo convierte en uno de los ciclos de teatro en radio más longevos del mundo y el más duradero en castellano. El programa está dedicado a transmitir obras teatrales  de todos los géneros -la comedia costumbrista, el género criollo, grotesco, la sátira, la tragedia- con la participación de actores y técnicos de primer nivel. Desde 1998 el programa recibe el apoyo de la Asociación de Amigos de las Dos Carátulas.

## Su nacimiento
La idea del programa fue de José Ramón Mayo, doctor en filosofía y letras y profesor del Instituto Superior de Enseñanza Radiofónica, fallecido en 1997 en Chile, que la presentó a las autoridades de la entonces Radio del Estado, cuyos estudios se encontraban en la calle Ayacucho esquina Posadas de la ciudad de Buenos Aires. El programa fue aceptado, se lo bautizó como Las dos carátulas en homenaje al tradicional logotipo que entrecruza las máscaras de la risa y el llanto, signos distintivos del teatro universal y se inició el 9 de julio de 1950. La programación impresa por la radio con el anuncio de la emisión de Las Dos Carátulas del 9 de julio de 1950 informa que la obra presentada fue "Canción de Primavera" de José de Maturana.  Según una fuente la obra transmitida en esa ocasión fue La flor del trigo, de José de Maturana en tanto para otra fue Canción de primavera del mismo autor.
Entre 1984 y 1990 estuvo de director del programa Rodolfo Graziano, reemplazado luego por Nora Massi 
Al hacerse cargo de la conducción Graziano convocó al historiador y crítico Luis Ordaz para la asesoría literaria y la selección de las piezas y dispuso que las grabaciones se hicieran con asistencia de público, para dar así el clima de teatro con sus risas y sus silencios, que eran impuestos por la emoción de los actores, y recibir el aplauso final. 

## Elaboración de los programas
En tiempos de mayor holgura presupuestaria el programa llegó a contar con tres elencos específicos: el llamado La Ranchería, para textos de autores nacionales; La Sirena, para obras del gran repertorio universal y El Corral de Pacheca, destinado a obras de la producción autoral española.
En la actualidad (2009), Las dos carátulas realiza dos audiciones anuales de voces donde se le da preferencia a los alumnos de la Escuela Nacional de Teatro, la Escuela Municipal de Arte Dramático y a las escuelas dirigidas por profesores altamente calificados en el medio.
Las adaptaciones de las obras son realizadas por escritores de primer nivel entre los cuales cabe recordar, entre otros, a Paola Lavín, Natalia Gualtieri e Ivonne Fournery.

## La preproducción
Las piezas se deben adaptar para pasarlas al aire durante 90 minutos sin cortes, para lo cual hay un equipo de adaptadores. Las obras que durante muchos años se transmitieron en vivo, son ahora grabadas con modernas tecnologías y asistencia de público en el estudio de Radio Nacional, para luego ser emitidas en diferido. Los actores retiran los libros el día miércoles, se reúnen para ensayar los sábados en sesiones entre cinco y seis horas y se graba el lunes. Entre los meses de diciembre a marzo se repiten los mejores títulos que integraron la temporada de difusión de abril a noviembre. También se envían grabaciones en CD a las escuelas secundarias, facultades y entidades de bien público que lo soliciten. En ocasiones el elenco de Las dos carátulas se trasladó al interior del país para transmitir el programa desde las emisoras locales de Radio Nacional, con la participación de artistas y técnicos de cada lugar. Así por ejemplo se emitieron Edipo en Colono, de Sófocles, desde Mendoza y Macbeth, de Shakespeare desde Bahía Blanca. También hubo emisiones con presencia de público desde el Teatro Presidente Alvear de Buenos Aires. Debido a la pandemia desatada en 2020 no se pudieron continuar las grabaciones en el estudio por lo que se acudió a emitir reposiciones ya grabadas pero ante la necesidad de realizar un programa especial conmemorando los 100 años de la radiofonía argentina, dieciocho actores grabaron por WhatsApp desde su casa los parlamentos de sus personajes que luego se unieron y editaron para la transmisión.

## Los efectos especiales
Cuando el programa se realizaba en vivo los efectos especiales se realizaban de manera artesanal en el estudio. Los ruidos de pasos, las puertas y ventanas que se abren o cierran, el ruido de copas, el ascenso o descenso por una escalera etc. surgían de instalaciones del estudio –cuenta por ejemplo con una escalera de diez escalones- o de artefactos adaptados para ese fin. Con las nuevas tecnologías los sonidos se graban previamente o, en algunos casos, se usan sonidos ya archivados, y luego se editan, tarea que lleva a cabo la propia directora, quien ejemplifica: “si un caballito relincha tres segundos y en la obra está atado a un palenque, por ahí lo necesito más tiempo, y editó más segundos. Y no hay que olvidarse de cambiar los planos de, por ejemplo, los ladridos: hay que alejarlos y acercarlos porque un perro nunca está ladrando quieto”

## Asociación de Amigos de las Dos Carátulas
Desde 1998 el programa recibe el apoyo de la Asociación de Amigos de las Dos Carátulas, constituida ese año para "difundir, apoyar y colaborar en todo lo necesario para el desarrollo del teatro nacional y universal, y apoyar en general toda manifestación artística que contribuya a la elevación de la cultura". Realizan talleres para jóvenes actores y adaptadores de teatro, diseñadores musicales, de efectos especiales y de efectos de sala, y la creación de un elenco de jóvenes que desean ser actores, a los que se formará para luego incorporarlos a Las dos carátulas. 

## Autores de las obras transmitidas
Algunos de los autores cuyas obras fueron transmitidas son los siguientes:
| - - Autores argentinos - Aída Bortnik - Bernardo Carey - Roberto Cossa - Francisco Defilippis Novoa - Armando Discépolo - Osvaldo Dragún - Samuel Eichelbaum - Cristina Escofet - Griselda Gambaro - Carlos Gorostiza - Ricardo Halac - Gregorio de Laferrère - José de Maturana - Beatriz Mosquera - Carlos Mauricio Pacheco - Carlos Pais | - Roberto J. Payró - Florencio Sánchez - Ricardo Talesnik - Alberto Vacarezza. - Autores no argentinos. - Calderón de la Barca - Eurípides - Federico García Lorca - Goethe - Ibsen - Ben Jonson - Lope de Vega - Luigi Pirandello - William Shakespeare - Sófocles - August Strindberg |

## Directores de las obras
Entre quienes dirigieron las obras transmitidas puede citarse a:
| - Osvaldo Bonet - Antonio Cunill Cabanellas - Armando Discépolo - Boyce Díaz Ulloque - Oscar Fessler - Rodolfo Graziano - Francisco Javier - Marcelo Lavalle | - Onofre Lovero - Nora Massi - Eugenia de Oro - Jorge Petraglia - Mercedes Sombra - Emilio Stevanovich - Alberto de Zavalía |

## Actores que pasaron por este programa
El programa contó con la participación de destacados actores entre los que pueden mencionarse a:
| - Alfredo Alcón - Norma Aleandro - Arnaldo André - Violeta Antier - Dora Baret - Leonor Benedetto - Alicia Berdaxagar - Martha Bianchi - Thelma Biral - María Aurelia Bisutti - Beatriz Bonnet - Osvaldo Bonnet - Oscar Viale - Luis Brandoni - Carlos Carella - Mercedes Carreras - Cecilia Cenci - María Concepción César - Patricio Contreras - Stella Maris Closas - Beatriz Día Quiroga - Eva Dongé - Ulises Dumont - Eva Franco - María Rosa Gallo - Claudio García Satur - Hector Giovine | - Virginia Lago - Blanca Lagrotta - Lydia Lamaison - Raúl Lavié - María Leal - Cipe Lincovsky - Marcela López Rey - Onofre Lovero - Elena Lucena - Jorge Luz - Leonor Manso - Iris Marga - Duilio Marzio - Nelly Meden - Luis Medina Castro - Alberto de Mendoza - Dora Prince - Susana Rinaldi - Perla Santalla - Pepe Soriano - Rubén Stella - Beatriz Taibo - Elena Tasisto - Víctor Hugo Vieyra - Alicia Zanca - Tincho Zabala - China Zorrilla - Lolita Torres - Carlos Estrada |

## Premios y distinciones
Fue declarado como programa de interés cultural por el Congreso de la Nación Argentina y el Parlamento Cultural del Mercosur. Recibió los premios Martín Fierro otorgados por la Asociación de Periodistas de la Televisión y la Radiofonía Argentinas (APTRA) como mejor programa cultural en los años 2002 y 2003, Talía, San Gabriel, Santa Clara, Café Tortoni y Amigos de la Avenida de Mayo, el galardón de la BBC de Londres al Mejor Programa de Habla Castellana, la Distinción Ondas de España y la mención que le otorgó en 1999 Argentores a Nora Massi por su gestión desde 1990 al frente del mismo como productora y directora y a Radio Nacional por la difusión de ese espacio de teatro universal. En 1991 recibió la Mención Especial de los Premios Konex por su aporte a la cultura de la Argentina.